# 아야세가와 단층
아야세가와 단층(일본어: 綾瀬川断層 あやせがわだんそう[*])은 일본 간토 지방에 있는 길이 19km의 단층이다. 간토 서북부인 사이타마현 고노스시에서 지바현 이치카와시까지 이어져 있다. 지진조사연구추진본부의 "활단층 위험도"에서는 Z급 위험도로 평가하고 있다.
1981년 도쿄 부석층의 분포, 지형 고도 구조 분석 등을 통해 처음으로 존재가 밝혀졌다. 다치카와 단층과 함께 도쿄도 도심과 매우 가까운 활단층 중 하나이다. 아야세가와 단층 자체는 과거에 큰 지진을 일으켰다는 기록이 없어 정확한 활동 빈도 및 규모는 알려져 있지 않다. 도요 대학 지질학 연구소에서는 이치카와시 교토쿠의 에도강 하구까지 단층이 이어져 있다고 추정하고 있으며 이에 대해서 조사를 하고 있다.
후카야 단층과 함께 간토평야 북서연 단층대를 이루고 있다. 이 단층대와 동북부에 있는 구키 단층과 둘러싸여 있는 평야 지역을 모토아라카와 구조대라고 부른다.
시코쿠에서 기이반도까지 이어져 있는 일본 최대의 단층인 주오 구조선의 일부가 아야세가와 단층까지 뻗어 연결되어 있다는 연구가 있다.

## 지진 발생 확률
2016년 이후 일본 지진조사연구추진본부는 간토 지방의 활단층 중 아야세가와 단층과 후카야 단층을 하나로 묶은 "간토평야 북서연 단층대"로 분석하고 있다. 다만 지진 확률은 아야세가와 단층을 2개로 나눠 별도로 분석한다. 2015년 이전까지는 간토평야 북서연 단층대를 '히라이-구시비키 단층대'와 주요 단층대 2개로 나눠 생각하였다. 하지만 2015년 정밀 조사 이후 '히라이-구시비키 단층대'와 주요 단층대 일부를 합쳐 후카야 단층대로, 모토아라카와 단층대 북부(간토평야 북서연 단층대의 일부)를 아야세가와 단층대의 고노스-이나 구간으로, 모토아라카와 단층대 남부를 이나-가와구치 구간으로 나눠 평가하였다.
2020년 1월 1일 기준 고노스-이나 구간의 30년, 50년 100년 이내 지진 발생 확률은 거의 0%에 가깝다고 발표하였다. 고노스-이나 구간은 평균 지진 활동 간격이 45,000-71,000년이며 마지막으로 일어난 지진은 9,000-15,000년 전 일어난 것으로 추정된다.
| 구역                                 | 지진 종류                | 2022년 1월 1일 기준 | 2022년 1월 1일 기준    |
| 구역                                 | 지진 종류                | 규모(M)             | 30년 내 발생 확률      |
| ------------------------------------ | ------------------------ | ------------------- | ---------------------- |
| 아야세가와 단층 (고노스-이나 구간)   | 직하형지진 주요 활단층대 | M7.0 정도           | 거의 0%                |
| 아야세가와 단층 (이나-가와구치 구간) | 직하형지진 주요 활단층대 | M7.0 정도           | 알 수 없음 (자료 부족) |

## 같이 보기
- 미나미칸토 직하지진
- 주오 구조선

## 참고 문헌
- 水野清秀、杉山雄一、石山達也ほか、『深谷-綾瀬川断層帯周辺の地下地質 (総特集 関東平野の形成史--最近のテフラ・地下地質・テクトニクス研究)』 月刊地球 28(1), 31-37, 2006-01, NAID 40007087682